# Canoa/kayak ai XVI Giochi panamericani
La canoa/kayak ai XVI Giochi panamericani si è svolta alla Pista de Remo y Canotaje di Ciudad Guzmán, in Messico, dal 26 al 29 ottobre 2011. La disciplina di canoa discesa è stata tolta dal programma a causa di carenza di iscritti. Delle 12 specialità in programma (otto maschili e quattro femminili) ben 8 sono andate a Cuba e Canada che se le sono spartite a metà. L'argento in più vinto dalla nazione caraibica ha permesso ai cubani tuttavia di piazzarsi in testa al medagliere.

## Calendario
Tutti gli orari secondo il Central Standard Time (UTC-6).
| Giorno    | Data           | Inizio | Fine  | Evento                                            | Fase                   |
| --------- | -------------- | ------ | ----- | ------------------------------------------------- | ---------------------- |
| Giorno 13 | Mer 26 ottobre | 9:00   | 11:55 | K-4 500m donne                                    | Finali                 |
| Giorno 13 | Mer 26 ottobre | 9:00   | 11:55 | K-1 1000m, C-1 1000m, K-2 1000m, C-2 1000m uomini | Preliminari/Semifinali |
| Giorno 13 | Mer 26 ottobre | 9:00   | 11:55 | K-1 500m donne                                    | Preliminari/Semifinali |
| Giorno 14 | Gio 27 ottobre | 9:00   | 11:35 | K-4 1000m uomini                                  | Finali                 |
| Giorno 14 | Gio 27 ottobre | 9:00   | 11:35 | K-1 200m donne                                    | Preliminari/Semifinali |
| Giorno 14 | Gio 27 ottobre | 9:00   | 11:35 | K-1 200m, C-1 200m, K-2 200m uomini               | Preliminari/Semifinali |
| Giorno 15 | Ven 28 ottobre | 9:00   | 11:55 | K-1 1000m, C-1 1000m, K-2 1000m, C-2 1000m uomini | Finali                 |
| Giorno 15 | Ven 28 ottobre | 9:00   | 11:55 | K-1 500m, K-2 500m donne                          | Finali                 |
| Giorno 16 | Sab 29 ottobre | 9:00   | 10:55 | K-1 200m donne                                    | Finali                 |
| Giorno 16 | Sab 29 ottobre | 9:00   | 10:55 | K-1 200m, C-1 200m, K-2 200m uomini               | Finali                 |

## Risultati

### Uomini
| Evento     | Oro                                                                            | Argento                                                                                  | Bronzo                                                                         |
| C1 - 200m  | Richard Dalton                                                                 | Nivalter de Jesus                                                                        | Roleysi Báez                                                                   |
| C1 - 1000m | José Everardo Cristóbal                                                        | Reydel Ramos                                                                             | Johnnathan Francisco Tafra                                                     |
| C2 - 1000m | Cuba Karel Aguilar Serguey Torres                                              | Brasile Erlon Silva Ronilson de Oliveira                                                 | Venezuela Ronny Ratia Anderson Ramos                                           |
| K1 - 200m  | César De Cesare                                                                | Miguel Correa                                                                            | Ryan Dolan                                                                     |
| K1 - 1000m | Jorge Antonio García                                                           | Daniel Dal Bo                                                                            | Philippe Duchesneau                                                            |
| K2 - 200m  | Canada Ryan Cochrane Hugues Fournel                                            | Argentina Miguel Correa Rubén Voizard                                                    | Brasile Givago Ribeiro Gilvan Ribeiro                                          |
| K2 - 1000m | Canada Steven James Jorens Richard Dessureault Dober Jr                        | Cuba Reinier Torres Jorge Antonio García                                                 | Argentina Pablo Martín de Torres Roberto Geringer Sallette                     |
| K4 - 1000m | Cuba Maikel Daniel Zulueta Reinier Torres Osvaldo Labrada Jorge Antonio García | Canada Steven James Jorens Richard Dessureault Dober Jr Philippe Duchesneau Connor Taras | Brasile Celso de Oliveira Júnior Gilvan Ribeiro Givago Ribeiro Roberto Maheler |

### Donne
| Evento    | Oro                                                             | Argento                                                                 | Bronzo                                                                   |
| K1 - 200m | Carrie Ann Johnson                                              | Darisleydis Amador                                                      | Sabrina Ameghino                                                         |
| K1 - 500m | Carrie Ann Johnson                                              | Émilie Fournel                                                          | Alexandra Keresztesi                                                     |
| K2 - 500m | Cuba Dayexi Gandarela Yulitza Meneses                           | Argentina Sabrina Ameghino Alexandra Keresztesi                         | Stati Uniti Margaret Hogan Kaitlyn McElroy                               |
| K4 - 500m | Canada Kathleen Fraser Kristin Gauthier Alexa Irvin Una Lounder | Messico Anaís Abraham Karina Alanis Alicia Guluarte Maricela Montemayor | Cuba Darisleydis Amador Yulitza Meneses Dayexi Gandarela Yusmary Mengana |

## Medagliere
| Posizione | Nazione     | Oro | Argento | Bronzo | Totale |
| --------- | ----------- | --- | ------- | ------ | ------ |
| 1         | Cuba        | 4   | 3       | 2      | 9      |
| 2         | Canada      | 4   | 2       | 1      | 7      |
| 3         | Stati Uniti | 2   | 0       | 2      | 4      |
| 4         | Messico     | 1   | 1       | 0      | 2      |
| 5         | Ecuador     | 1   | 0       | 0      | 1      |
| 6         | Argentina   | 0   | 4       | 3      | 7      |
| 7         | Brasile     | 0   | 2       | 2      | 4      |
| 8         | Cile        | 0   | 1       | 1      | 2      |
| 8         | Venezuela   | 0   | 1       | 1      | 2      |
| Totale    | Totale      | 12  | 12      | 12     | 36     |